# خوان كارلوس باز
خوان كارلوس باز (بالإسبانية: Juan Carlos Paz)‏ (و. 1901 – 1972 م) هو ملحن، ومؤلفو موسيقى تصويرية أرجنتيني، ولد في بوينس آيرس، توفي في بوينس آيرس، عن عمر يناهز 71 عاماً.

## التعليم
تعلم في شولا كانتوروم دو باري ‏.

## وصلات خارجية
- خوان كارلوس باز على موقع IMDb (الإنجليزية)
- خوان كارلوس باز على موقع ميوزك برينز (الإنجليزية)
- خوان كارلوس باز في قاعدة بيانات الأفلام على الإنترنت